# انانداکاتی
انانداکاتی (به لاتین: Anandakati) یک منطقهٔ مسکونی در بنگلادش است که در استان باریسال واقع شده‌است.